# Красная Поляна (Туркменский район)
Кра́сная Поля́на — посёлок в Туркменском районе (муниципальном округе) Ставропольского края России.
До 16 марта 2020 года входил в состав сельского поселения Овощинский сельсовет.

## География
Расстояние до краевого центра: 116 км.
Расстояние до районного центра: 11 км.

## Население
| 1989 | 2002 | 2010 | 2014 |
| ---- | ---- | ---- | ---- |
| 203  | ↗211 | ↘167 | ↗200 |

По данным переписи 2002 года, 96 % населения — русские.

## Образование
- Детский сад № 11 «Алёнушка»[7]
- Средняя общеобразовательная школа № 20[8]

## Кладбище
В районе улицы Степной расположено общественное открытое кладбище площадью 1680 м².